# Premier League Darts 2015
De Premier League Darts 2015 was de elfde editie van het jaarlijkse dartstoernooi georganiseerd door de PDC. Het toernooi liep van 5 februari tot 21 mei 2015. Titelverdediger Raymond van Barneveld won in de voorgaande jaargang zijn eerste Premier League-titel door in de finale met 10-6 van Michael van Gerwen te winnen. Hij wist zijn titel niet te verdedigen. Barney werd in de halve finale met 10-8 verslagen door Michael van Gerwen. In de finale versloeg de Gary Anderson de runner-up van de vorige editie Michael van Gerwen. Anderson won hiermee voor de tweede maal de Premier League.

## Spelers
De PDC maakte op 5 januari 2015 het tienhoofdige deelnemersveld voor de Premier League Darts 2015 bekend. Vier hiervan waren de nummers één tot en met vier van de PDC Order of Merit, Michael van Gerwen, Phil Taylor, Gary Anderson en Adrian Lewis. De andere zes mochten deelnemen dankzij het verkrijgen van een wildcard. Dit waren titelverdediger Raymond van Barneveld, Peter Wright, Dave Chisnall, Kim Huybrechts en Stephen Bunting. Ten opzichte van de vorige editie deden Simon Whitlock, Robert Thornton en Wes Newton niet mee. Er waren twee debutanten: Huybrechts en Bunting. James Wade maakte zijn comeback na één jaar afwezigheid.
De opzet van het toernooi was hetzelfde als de edities vanaf 2013. Alle spelers speelden eenmaal tegen elkaar, waarna de twee laagst genoteerden na negen weken uitgeschakeld waren. Vanaf dat moment speelden de laatste acht spelers tegen elkaar om zich te plaatsen voor vier plekken in de play-offs.
| Speler                | Aantal deelnames in de Premier League | Aantal deelnames op rij | Positie op de PDC Order of Merit | Beste resultaat                 | Kwalificatie        |
| --------------------- | ------------------------------------- | ----------------------- | -------------------------------- | ------------------------------- | ------------------- |
| Michael van Gerwen    | 3e                                    | 3                       | 1                                | Winnaar (2013)                  | PDC Order of Merit  |
| Phil Taylor           | 11e                                   | 11                      | 2                                | Winnaar (2005-2008, 2010, 2012) | PDC Order of Merit  |
| Gary Anderson         | 5e                                    | 5                       | 3                                | Winnaar (2011)                  | PDC Order of Merit  |
| Adrian Lewis          | 8e                                    | 8                       | 4                                | Runner-up (2011)                | PDC Order of Merit  |
| Dave Chisnall         | 2e                                    | 2                       | 9                                | Zevende plaats (2014)           | PDC Wildcard        |
| Peter Wright          | 2e                                    | 2                       | 5                                | Vijfde plaats (2014)            | PDC Wildcard        |
| James Wade            | 7e                                    | 1                       | 6                                | Winnaar (2009)                  | PDC Wildcard        |
| Kim Huybrechts        | 1e                                    | 1                       | 17                               | Debuut                          | PDC Wildcard        |
| Raymond van Barneveld | 10e                                   | 10                      | 10                               | Winnaar (2014)                  | Sky Sports Wildcard |
| Stephen Bunting       | 1e                                    | 1                       | 24                               | Debuut                          | Sky Sports Wildcard |

## Speelsteden/-gelegenheden
| Leeds                                   | Bournemouth                         | Liverpool                             | Belfast                             |
| --------------------------------------- | ----------------------------------- | ------------------------------------- | ----------------------------------- |
| First Direct Arena Donderdag 5 februari | BIC Donderdag 12 februari           | Echo Arena Donderdag 19 februari      | Odyssey Arena Donderdag 26 februari |
|                                         |                                     |                                       |                                     |
| Exeter                                  | Nottingham                          | Glasgow                               | Dublin                              |
| Westpoint Arena Donderdag 5 maart       | Capital FM Arena Donderdag 12 maart | SSE Hydro Donderdag 19 maart          | The O2 Donderdag 26 maart           |
|                                         |                                     |                                       |                                     |
| Manchester                              | Sheffield                           | Aberdeen                              | Cardiff                             |
| Phones 4u Arena Donderdag 2 april       | Sheffield Arena Donderdag 9 april   | GE Gas & Oil Arena Donderdag 16 april | Motorpoint Arena Donderdag 24 april |
|                                         |                                     |                                       |                                     |
| Birmingham                              | Newcastle                           | Brighton                              | Londen                              |
| NIA Donderdag 30 april                  | Metro Radio Arena Donderdag 7 mei   | The Brighton Centre Donderdag 14 mei  | The O2 Donderdag 21 mei             |
|                                         |                                     |                                       |                                     |

## Prijzengeld
Het prijzengeld is ten opzichte van de vorige editie in 2014 verhoogd van £550.000 tot £700.000.
| Eindklassering | Prijzengeld |
| -------------- | ----------- |
| Winnaar        | £200.000    |
| Finalist       | £100.000    |
| Halvefinalist  | £75.000     |
| 5e plaats      | £60.000     |
| 6e plaats      | £50.000     |
| 7e plaats      | £45.000     |
| 8e plaats      | £40.000     |
| 9e plaats      | £30.000     |
| 10e plaats     | £25.000     |

## Uitslagen

### Groepsfase (fase 1)
|                                            | Gemiddelde | Score | Gemiddelde |                    |
| ------------------------------------------ | ---------- | ----- | ---------- | ------------------ |
| Dave Chisnall                              | 94,16      | 7 – 1 | 87,20      | Peter Wright       |
| Raymond van Barneveld                      | 85,68      | 1 – 7 | 113,80     | Adrian Lewis       |
| Kim Huybrechts                             | 97,69      | 3 – 7 | 107,72     | Michael van Gerwen |
| Gary Anderson                              | 99,66      | 7 – 5 | 104,72     | Phil Taylor        |
| Stephen Bunting                            | 95,03      | 6 – 6 | 95,56      | James Wade         |
| Avondgemiddelde: 98,12                     |            |       |            |                    |
| Hoogste checkout: Michael van Gerwen – 145 |            |       |            |                    |

|                                     | Gemiddelde | Score | Gemiddelde |                       |
| ----------------------------------- | ---------- | ----- | ---------- | --------------------- |
| James Wade                          | 90,19      | 6 – 6 | 93,27      | Dave Chisnall         |
| Peter Wright                        | 93,45      | 6 – 6 | 102,94     | Raymond van Barneveld |
| Phil Taylor                         | 100,03     | 7 – 1 | 84,62      | Stephen Bunting       |
| Michael van Gerwen                  | 101,14     | 7 – 4 | 95,74      | Gary Anderson         |
| Adrian Lewis                        | 92,16      | 6 – 6 | 88,98      | Kim Huybrechts        |
| Avondgemiddelde: 94,25              |            |       |            |                       |
| Hoogste checkout: Phil Taylor – 151 |            |       |            |                       |

|                                        | Gemiddelde | Score | Gemiddelde |                    |
| -------------------------------------- | ---------- | ----- | ---------- | ------------------ |
| Raymond van Barneveld                  | 102,65     | 5 – 7 | 105,59     | Kim Huybrechts     |
| James Wade                             | 104,42     | 5 – 7 | 106,48     | Phil Taylor        |
| Adrian Lewis                           | 91,45      | 3 – 7 | 96,02      | Stephen Bunting    |
| Peter Wright                           | 94,65      | 6 – 6 | 95,57      | Michael van Gerwen |
| Dave Chisnall                          | 110,78     | 7 – 2 | 99,23      | Gary Anderson      |
| Avondgemiddelde: 100,68                |            |       |            |                    |
| Hoogste checkout: Kim Huybrechts – 170 |            |       |            |                    |

|                                               | Gemiddelde | Score | Gemiddelde |                    |
| --------------------------------------------- | ---------- | ----- | ---------- | ------------------ |
| James Wade                                    | 103,79     | 6 – 6 | 102,00     | Adrian Lewis       |
| Peter Wright                                  | 93,40      | 6 – 6 | 89,95      | Stephen Bunting    |
| Raymond van Barneveld                         | 104,18     | 7 – 4 | 115,80     | Phil Taylor        |
| Kim Huybrechts                                | 98,04      | 5 – 7 | 100,70     | Gary Anderson      |
| Dave Chisnall                                 | 90,68      | 4 – 7 | 93,18      | Michael van Gerwen |
| Avondgemiddelde: 99,17                        |            |       |            |                    |
| Hoogste checkout: Raymond van Barneveld – 144 |            |       |            |                    |

|                                      | Gemiddelde | Score | Gemiddelde |                       |
| ------------------------------------ | ---------- | ----- | ---------- | --------------------- |
| Michael van Gerwen                   | 100,97     | 7 – 4 | 100,64     | James Wade            |
| Phil Taylor                          | 93,55      | 4 – 7 | 95,78      | Dave Chisnall         |
| Stephen Bunting                      | 94,47      | 6 – 6 | 94,22      | Kim Huybrechts        |
| Adrian Lewis                         | 96,29      | 7 – 4 | 91,09      | Peter Wright          |
| Gary Anderson                        | 108,83     | 6 – 6 | 100,18     | Raymond van Barneveld |
| Avondgemiddelde: 97,60               |            |       |            |                       |
| Hoogste checkout: Peter Wright – 170 |            |       |            |                       |

|                                    | Gemiddelde | Score | Gemiddelde |                       |
| ---------------------------------- | ---------- | ----- | ---------- | --------------------- |
| Peter Wright                       | 100,25     | 1 – 7 | 106,94     | Gary Anderson         |
| Michael van Gerwen                 | 109,44     | 7 – 3 | 103,43     | Stephen Bunting       |
| Adrian Lewis                       | 97,97      | 2 – 7 | 108,33     | Phil Taylor           |
| James Wade                         | 104,09     | 7 – 2 | 93,57      | Kim Huybrechts        |
| Dave Chisnall                      | 91,53      | 7 – 5 | 91,73      | Raymond van Barneveld |
| Avondgemiddelde: 100,73            |            |       |            |                       |
| Hoogste checkout: James Wade – 143 |            |       |            |                       |

|                                      | Gemiddelde | Score | Gemiddelde |                       |
| ------------------------------------ | ---------- | ----- | ---------- | --------------------- |
| Kim Huybrechts                       | 107,01     | 4 – 7 | 107,01     | Dave Chisnall         |
| Gary Anderson                        | 98,64      | 7 – 4 | 94,60      | James Wade            |
| Michael van Gerwen                   | 106,28     | 6 – 6 | 98,32      | Adrian Lewis          |
| Stephen Bunting                      | 91,08      | 4 – 7 | 97,50      | Raymond van Barneveld |
| Phil Taylor                          | 102,68     | 6 – 6 | 97,55      | Peter Wright          |
| Avondgemiddelde: 100,07              |            |       |            |                       |
| Hoogste checkout: Adrian Lewis – 112 |            |       |            |                       |

|                                         | Gemiddelde | Score | Gemiddelde |                    |
| --------------------------------------- | ---------- | ----- | ---------- | ------------------ |
| Stephen Bunting                         | 100,99     | 7 – 3 | 99,55      | Dave Chisnall      |
| Raymond van Barneveld                   | 88,38      | 3 – 7 | 97,84      | James Wade         |
| Phil Taylor                             | 99,73      | 3 – 7 | 107,61     | Michael van Gerwen |
| Gary Anderson                           | 108,98     | 7 – 1 | 103,08     | Adrian Lewis       |
| Kim Huybrechts                          | 97,77      | 5 – 7 | 98,51      | Peter Wright       |
| Avondgemiddelde: 100,24                 |            |       |            |                    |
| Hoogste checkout: Stephen Bunting – 164 |            |       |            |                    |

|                                            | Gemiddelde | Score | Gemiddelde |                       |
| ------------------------------------------ | ---------- | ----- | ---------- | --------------------- |
| Adrian Lewis                               | 96,51      | 2 – 7 | 100,84     | Dave Chisnall         |
| Gary Anderson                              | 96,80      | 7 – 4 | 95,57      | Stephen Bunting       |
| Peter Wright                               | 87,81      | 3 – 7 | 92,15      | James Wade            |
| Michael van Gerwen                         | 108,71     | 7 – 2 | 104,37     | Raymond van Barneveld |
| Phil Taylor                                | 104,04     | 7 – 4 | 96,73      | Kim Huybrechts        |
| Avondgemiddelde: 98,35                     |            |       |            |                       |
| Hoogste checkout: Michael van Gerwen – 160 |            |       |            |                       |

### Groepsfase (fase 2)
|                                       | Gemiddelde | Score | Gemiddelde |                       |
| ------------------------------------- | ---------- | ----- | ---------- | --------------------- |
| Adrian Lewis                          | 96,77      | 7 – 4 | 97,02      | James Wade            |
| Gary Anderson                         | 93,78      | 3 – 7 | 106,91     | Dave Chisnall         |
| Phil Taylor                           | 86,80      | 2 – 7 | 95,43      | Raymond van Barneveld |
| Stephen Bunting                       | 95,43      | 5 – 7 | 102,98     | Michael van Gerwen    |
| Dave Chisnall                         | 114,17     | 7 – 1 | 87,12      | James Wade            |
| Avondgemiddelde: 97,46                |            |       |            |                       |
| Hoogste checkout: Dave Chisnall – 150 |            |       |            |                       |

|                                            | Gemiddelde | Score | Gemiddelde |                    |
| ------------------------------------------ | ---------- | ----- | ---------- | ------------------ |
| Stephen Bunting                            | 90,53      | 7 – 1 | 82,98      | Gary Anderson      |
| James Wade                                 | 93,93      | 0 – 7 | 116,90     | Michael van Gerwen |
| Raymond van Barneveld                      | 99,66      | 7 – 5 | 103,79     | Dave Chisnall      |
| Phil Taylor                                | 104,65     | 6 – 6 | 96,89      | Adrian Lewis       |
| Gary Anderson                              | 105,94     | 7 – 5 | 104,40     | Michael van Gerwen |
| Avondgemiddelde: 99,97                     |            |       |            |                    |
| Hoogste checkout: Michael van Gerwen – 154 |            |       |            |                    |

|                                       | Gemiddelde | Score | Gemiddelde |                       |
| ------------------------------------- | ---------- | ----- | ---------- | --------------------- |
| Dave Chisnall                         | 104,50     | 7 – 1 | 90,19      | Stephen Bunting       |
| Adrian Lewis                          | 108,91     | 7 – 5 | 103,38     | Michael van Gerwen    |
| James Wade                            | 95,28      | 6 – 6 | 94,55      | Raymond van Barneveld |
| Phil Taylor                           | 101,71     | 5 – 7 | 102,95     | Gary Anderson         |
| Avondgemiddelde: 100,18               |            |       |            |                       |
| Hoogste checkout: Dave Chisnall – 137 |            |       |            |                       |

|                                    | Gemiddelde | Score | Gemiddelde |                    |
| ---------------------------------- | ---------- | ----- | ---------- | ------------------ |
| Dave Chisnall                      | 102,96     | 3 – 7 | 103,53     | Phil Taylor        |
| Stephen Bunting                    | 93,92      | 2 – 7 | 97,96      | Adrian Lewis       |
| James Wade                         | 101,65     | 6 – 6 | 104,27     | Gary Anderson      |
| Raymond van Barneveld              | 98,98      | 7 – 3 | 99,25      | Michael van Gerwen |
| Stephen Bunting                    | 95,30      | 6 – 6 | 98,63      | Phil Taylor        |
| Avondgemiddelde: 99,65             |            |       |            |                    |
| Hoogste checkout: James Wade – 170 |            |       |            |                    |

|                                               | Gemiddelde | Score | Gemiddelde |                       |
| --------------------------------------------- | ---------- | ----- | ---------- | --------------------- |
| Dave Chisnall                                 | 100,33     | 7 – 4 | 101,94     | Adrian Lewis          |
| Raymond van Barneveld                         | 98,59      | 7 – 5 | 94,54      | Gary Anderson         |
| James Wade                                    | 94,95      | 6 – 6 | 93,15      | Stephen Bunting       |
| Michael van Gerwen                            | 112,91     | 7 – 4 | 107,58     | Phil Taylor           |
| Adrian Lewis                                  | 89,64      | 2 – 7 | 95,82      | Raymond van Barneveld |
| Avondgemiddelde: 98,95                        |            |       |            |                       |
| Hoogste checkout: Raymond van Barneveld – 161 |            |       |            |                       |

|                                       | Gemiddelde | Score | Gemiddelde |                 |
| ------------------------------------- | ---------- | ----- | ---------- | --------------- |
| Phil Taylor                           | 108,87     | 7 – 1 | 100,29     | James Wade      |
| Raymond van Barneveld                 | 101,62     | 7 – 4 | 100,27     | Stephen Bunting |
| Adrian Lewis                          | 94,46      | 3 – 7 | 97,26      | Gary Anderson   |
| Michael van Gerwen                    | 113,20     | 6 – 6 | 105,70     | Dave Chisnall   |
| Avondgemiddelde: 102,71               |            |       |            |                 |
| Hoogste checkout: Dave Chisnall – 161 |            |       |            |                 |

### Play-offs

#### 21 mei
The O2, Londen
|                                       | Gemiddelde | Score  | Gemiddelde |                       |
| ------------------------------------- | ---------- | ------ | ---------- | --------------------- |
| Halve finale (best of 19 legs)        |            |        |            |                       |
| Dave Chisnall                         | 98,34      | 9 – 10 | 98,40      | Gary Anderson         |
| Michael van Gerwen                    | 106,44     | 10 – 8 | 100,44     | Raymond van Barneveld |
| Finale (best of 21 legs)              |            |        |            |                       |
| Gary Anderson                         | 104,85     | 11 – 7 | 105,81     | Michael van Gerwen    |
| Avondgemiddelde: 102,38               |            |        |            |                       |
| Hoogste checkout: Dave Chisnall – 152 |            |        |            |                       |

### Tabellen

#### Groepsfase
| Positie | Naam                  | Gespeeld | Winst | Gelijk | Verlies | Legs voor | Legs tegen | +/− | Gem.   | Punten | 180's |
| ------- | --------------------- | -------- | ----- | ------ | ------- | --------- | ---------- | --- | ------ | ------ | ----- |
| 1       | Michael van Gerwen    | 16       | 10    | 3      | 3       | 101       | 71         | +30 | 105,23 | 23     | 57    |
| 2       | Dave Chisnall         | 16       | 10    | 2      | 4       | 97        | 67         | +30 | 101,04 | 22     | 61    |
| 3       | Gary Anderson         | 16       | 9     | 2      | 5       | 90        | 81         | +9  | 99,83  | 20     | 57    |
| 4       | Raymond van Barneveld | 16       | 8     | 3      | 5       | 90        | 82         | +8  | 97,64  | 19     | 48    |
| 5       | Phil Taylor           | 16       | 6     | 3      | 7       | 87        | 83         | +4  | 102,96 | 15     | 43    |
| 6       | Adrian Lewis          | 16       | 5     | 4      | 7       | 76        | 89         | −13 | 98,59  | 14     | 51    |
| 7       | James Wade            | 16       | 3     | 6      | 7       | 76        | 93         | −17 | 97,10  | 12     | 22    |
| 8       | Stephen Bunting       | 16       | 3     | 5      | 8       | 77        | 95         | −18 | 94,37  | 11     | 46    |
| 9       | Peter Wright          | 9        | 1     | 4      | 4       | 40        | 57         | −17 | 94,58  | 6      | 18    |
| 10      | Kim Huybrechts        | 9        | 1     | 2      | 6       | 42        | 59         | −17 | 97,73  | 4      | 27    |

- Laatste twee spelers vielen na speeldag 9 (2 april) af, top vier plaatst zich na speeldag 15 (14 mei) voor de play-offs.
- NB: De darters worden gerankt op punten. Als dat gelijk is, worden ze gerankt op +/− leg. Als de +/− leg gelijk is, dan worden ze gerankt op de legs gewonnen tegen de darts in. Als dit ook gelijk is, worden ze gerankt op het gemiddelde wat er gegooid wordt met drie pijlen.

| Legenda kleuren in de tabellen |
| ------------------------------ |
| Geplaatst voor play-offs       |
| Uitgeschakeld                  |

### Toernooireeks
| Gary Anderson         | W | W | V | W | V | W | W | W | G | V             | V             | G             | G             | V             | W             | V             | V             | W             | W             | W             | W             |
| Michael van Gerwen    | W | W | W | G | G | W | W | W | W | W             | W             | V             | V             | W             | V             | W             | W             | V             | G             | W             | V             |
| Dave Chisnall         | W | W | G | W | W | V | V | W | W | W             | W             | V             | V             | V             | V             | W             | W             | W             | G             | V             |               |
| Raymond van Barneveld | V | V | G | W | V | V | W | V | G | W             | W             | W             | W             | W             | W             | W             | W             | G             | W             | V             |               |
| Phil Taylor           | V | W | W | G | W | V | V | W | V | V             | V             | W             | G             | G             | G             | V             | V             | V             | W             | Uitgeschakeld | Uitgeschakeld |
| Adrian Lewis          | W | V | G | G | V | V | G | V | W | W             | W             | W             | W             | G             | G             | V             | V             | W             | V             | Uitgeschakeld | Uitgeschakeld |
| James Wade            | G | W | G | V | V | W | G | W | V | V             | V             | G             | G             | V             | V             | G             | G             | G             | V             | Uitgeschakeld | Uitgeschakeld |
| Stephen Bunting       | G | V | V | V | W | W | G | V | G | V             | V             | V             | G             | W             | W             | G             | G             | V             | V             | Uitgeschakeld | Uitgeschakeld |
| Peter Wright          | V | V | G | G | G | W | G | V | V | Uitgeschakeld | Uitgeschakeld | Uitgeschakeld | Uitgeschakeld | Uitgeschakeld | Uitgeschakeld | Uitgeschakeld | Uitgeschakeld | Uitgeschakeld | Uitgeschakeld | Uitgeschakeld | Uitgeschakeld |
| Kim Huybrechts        | V | V | G | V | W | V | V | V | G | Uitgeschakeld | Uitgeschakeld | Uitgeschakeld | Uitgeschakeld | Uitgeschakeld | Uitgeschakeld | Uitgeschakeld | Uitgeschakeld | Uitgeschakeld | Uitgeschakeld | Uitgeschakeld | Uitgeschakeld |